# Grenada i olympiska sommarspelen 1984
Grenada deltog i de olympiska sommarspelen 1984 med en trupp bestående av sex deltagare, fem män och en kvinna, men ingen av landets deltagare erövrade någon medalj.

## Friidrott
Damernas längdhopp
- Jhointh Bartholomew
  - Kval — 6,07 m (→ gick inte vidare, 17:e plats)